# Florence-Graham
Florence-Graham är en ort (CDP) i Los Angeles County, i delstaten Kalifornien, USA. Enligt United States Census Bureau har orten en folkmängd på 63 387 invånare (2010) och en landarea på 9,3 km².